# Ruellia californica
Ruellia californica là một loài thực vật có hoa trong họ Ô rô. Loài này được (Rose) I.M. Johnst. miêu tả khoa học đầu tiên năm 1924.